# María Elena Borneque
María Amalia Elena Borneque Schneider (31 de enero de 1867 - 6 de noviembre de 1909) fue la primera esposa de Francisco León de la Barra, quien se desempeñara como Presidente de México en 1911. Ella nunca fue primera dama pues murió tiempo antes de que su marido ocupara la presidencia. 

## Biografía
Nació el 31 de enero de 1867 en la Ciudad de México; siendo la sexta de los ocho hijos – Julio, Xavier, Gustavo, María Luisa, Nieves, Refugio y Víctor – nacidos del matrimonio entre el pudiente empresario de Berna Xavier Jules Borneque Jecker (1828 - 1885) y su esposa María Luisa Schneider Castro (1838 - ?). Se le bautizó el 25 de marzo de ese mismo año, en la Iglesia de El Sagrario, donde habrían de tener sede los bautismos de todos sus hermanos. Como hija de una adinerada familia, recibió la mejor educación en prestigiosas instituciones para señoritas.
Contrajo matrimonio con el político y abogado, procedente de una distinguida familia chilena, Francisco León de la Barra Quijano el día 14 de octubre del año de 1895 en la Iglesia de Santa Brígida, en la Ciudad de México. Firmaron como testigos la madre de él, Luisa Quijano, y la madre de ella. Del matrimonio León de la Barra Borneque nacieron dos hijos; Julio y Fernando, los dos fallecidos en su juventud en Francia.
Desafortunadamente, tras 14 años de matrimonio María Elena contrajo tuberculosis y murió el 6 de noviembre de 1909 en su residencia de la capital, a los 42 años de edad. Su esposo contraería matrimonio, dos años después de su fallecimiento, con su hermana menor Refugio Borneque. Como su deceso aconteció antes de que León de la Barra se convirtiera en presidente, María Elena no fue primera dama y no pudo acompañar a su marido los cinco meses y seis días que fue Jefe del Ejecutivo. Sus restos descansan en la Capilla Borneque del Panteón Francés de la Piedad en la Ciudad de México.
- Datos: Q6003660